# Дубелевич, Уэйд
Уэйд Дубелевич (англ. Wade Dubielewicz; род. 30 января 1979, Инвермир, Британская Колумбия) — канадский хоккеист, вратарь.

## Биография
После окончания денверского университета, где Дубелевич был очень хорош по всем статистическим показателям и заслуженно получил титул лучшего голкипера студенческой лиги WCHA в сезоне 2000/2001, установив несколько рекордов, завоевав при этом Кубок Макнафтона (регулярный чемпионат) и Бродмур Трофи (плей-офф), Уэйд попал в систему клуба Национальной хоккейной лиги — «Нью-Йорк Айлендерс», в составе которого дебютировал на профессиональном уровне в сезоне 2003/2004. В системе «Айлендерс» Дубелевич считался вратарём подмены, периодически вызываясь в основу, а основную часть игровой карьеры игрок провёл в фарм-клубе «Бриджпорт Саунд Тайгерс», в составе которого признавался лучшим вратарём лиги АХЛ и выигрывал индивидуальные награды, такие как: Гарри Холмс Мемориал Эворд и Дадли Гарретт Мемориал Эворд в сезоне 2003/2004.
В АХЛ, до 2008 года, Дубелевич провёл 174 матча (включая игры плей-офф). В 2008 году вратарь впервые принял решение покинуть родной континент и подписал контракт с российским клубом «Ак Барс». В столице Татарстана Дубелевич дебютировал на уровне новообразованной Континентальной хоккейной лиги и отыграл четыре месяца, в течение которых провёл на льду 21 матч, в которых пропустил 57 шайб, при показателе надёжности 89,2 %. После вояжа по России Уэйд Дубелевич принял решение вернуться в Америку и подписал контракт до конца сезона с клубом НХЛ — «Коламбус Блю Джекетс».
Свой последний сезон в НХЛ 2009/2010 вратарь провёл на годичном контракте в системе «Миннесоты Уайлд», выступая в основном за фарм-клуб — «Хьюстон Аэрос». Всего, за карьеру, на уровне Национальной хоккейной лиги, на счету Уэйда Дубелевича 43 матча в регулярных чемпионатах, а также одна игра в плей-офф. Свой последний сезон на профессиональном уровне, в качестве игрока, Уэйд провёл в составе немецкого — «Кёльнер Хайе».
С 2012 по 2021 годы Уэйд Дубелевич являлся главным тренером, а также генеральным менеджером команды «Коламбия Уоллей Рокис», выступающей на уровне Юниорской хоккейной лиги «Б» в Британской Колумбии (KIJHL).

## Национальная сборная
На уровне национальной сборной Канады Уэйд Дубелевич дебютировал на турнире Кубок Шпенглера в 2009 году, проходившем с 26 по 31 декабря в швейцарском Давосе. На этом турнире вратарь отыграл 4 матча.